# Distrito electoral de Sidney 3 (condado de Cheyenne, Nebraska)
Sidney 3 (en inglés: Sidney 3 Precinct) es un distrito electoral ubicado en el condado de Cheyenne en el estado estadounidense de Nebraska. En el Censo de 2010 tenía una población de 19 habitantes y una densidad poblacional de 2,33 personas por km².

## Geografía
Sidney 3 se encuentra ubicado en las coordenadas 41°8′21″N 102°54′11″O / 41.13917, -102.90306. Según la Oficina del Censo de los Estados Unidos, Sidney 3 tiene una superficie total de 8.15 km², de la cual 8.09 km² corresponden a tierra firme y (0.79%) 0.06 km² es agua.

## Demografía
Según el censo de 2010, había 19 personas residiendo en Sidney 3. La densidad de población era de 2,33 hab./km². De los 19 habitantes, Sidney 3 estaba compuesto por el 100% blancos, el 0% eran afroamericanos, el 0% eran amerindios, el 0% eran asiáticos, el 0% eran isleños del Pacífico, el 0% eran de otras razas y el 0% pertenecían a dos o más razas. Del total de la población el 0% eran hispanos o latinos de cualquier raza.